# Gabra
Gabra (Bulgaars: Габра) is een dorp in de Bulgaarse gemeente Elin Pelin, oblast Sofia. Het dorp ligt 29 km ten zuidoosten van de hoofdstad Sofia. Het dorp ligt dicht bij het Iskar Reservoir, het grootste stuwmeer van Bulgarije.
Het dorp heette tot 14 augustus 1934 Tsjoekoerovo (Чукурово).

## Bevolking
In de eerste volkstelling van 1934 telde het dorp 1617 inwoners. Dit aantal bereikte in 1956 met 2.692 inwoners een hoogtepunt, vooral vanwege een gemeentelijke wijziging van de dorpsgrenzen op 12 december 1955.  Vanaf dat moment neemt het inwonersaantal langzaam maar geleidelijk af. Op 31 december 2019 telde het dorp 812 inwoners.
Van de 1.092 inwoners reageerden er 902 op de optionele volkstelling van 2011. Zo’n 899 personen identificeerden zichzelf als etnische Bulgaren (99,7%).
Het dorp Gabra heeft een verouderde leeftijdsopbouw. In februari 2011 telde het dorp 1.092 inwoners, waarvan 103 tussen de 0-14 jaar oud (9%), 624 inwoners tussen de 15-64 jaar (57%) en 365 inwoners van 65 jaar of ouder (33%).